# 彈子石摩崖造像
彈子石摩崖造像位於重慶市南岸區大佛寺外山門外長江邊，明夏時所鑿（1365年），大佛寺是重慶古剎，其寺內五佛殿有明永樂十九年（1421年）摩崖造像。重庆大佛是三峡库区规模最大的摩崖石刻大佛造像，也是中国历史上唯一可以确认的由农民起义军政权所造的佛像。

## 结构
弹子石摩崖造像高七点五米，肩宽二点四米，底部宽三点二米，是元代石刻的代表作，是中国石刻艺术晚期作品，具有珍贵的历史文物价值。

## 历史
元末，明夏王朝的开国皇帝明玉珍定都重庆后，命手下大将邹兴在长江南岸凿石建造佛像，于元至正二十五年（1365年）建成。永乐十九年（1421年），即大夏国灭亡50年后，在大佛后面的石壁上又开凿了五尊佛像，并兴建五佛殿；[道光]]二十四年（1844年）重建了五佛殿，为重檐歇山顶式建筑。
中华民国时期，大佛寺曾是重庆佛教华严学校的校址，有50多名青年僧、尼在此读书习经，民国以后大佛寺逐渐衰落。
中华人民共和国成立后，1958年9月，列入四川省第二批歷史及革命文物保護單位名單，1962年2月18日列為重慶市第一批文物古蹟保護單位。文化大革命时期（1966-1976年），红卫兵撞入寺内捣毁了正殿的泥塑佛像，并将几十箱经书付之一炬，所烧的纸灰足有一米多高，并抄走文物。此后，除大佛及五佛殿幸存外，其余殿堂亭阁先后拆毁，大片僧房今已变成民房或职工宿舍。
改革开放后，1983年12月1日列為重慶市第一批市級文物保護單位。1991年4月16日公佈為四川省第三批省級重點文物保護單位。2000年9月7日列為第一批重慶市文物保護單位。2013年3月5日公佈為第七批全國重點文物保護單位。